# Koen Bijen
Koen Bijen (Leiden, 27 de julho de 1998) é um jogador de hóquei sobre a grama neerlandês.

## Carreira
Bijen jogou futebol pela primeira vez quando era jovem, mas depois de nove anos jogando futebol, ele mudou para hóquei e se juntou ao HDM. Quando o HDM foi promovido para a Hoofdklasse em 2017, ele foi considerado não bom o suficiente e deixou o HDM para o Klein Zwitserland. Ele atualmente joga pelo Den Bosch, onde se juntou em 2020.
Em 2019, Bijen fez sua estreia pela seleção nacional júnior durante um torneio de oito nações em Madri. Ele passou a representar a equipe no Campeonato EuroHockey Júnior em Valência no final daquele ano, ganhando uma medalha de bronze. Koen Bijen fez sua estreia sênior pela Oranje em 26 de novembro de 2021 durante a terceira temporada da FIH Pro League. Ele foi oficialmente nomeado para a seleção nacional sênior em 2022.
Nos Jogos Olímpicos de Verão de 2024, em Paris, conquistou a medalha de ouro no torneio masculino do hóquei sobre a grama, após vencer na final confronto contra a equipe alemã por pênaltis.